# باربارا ریتنر
 باربارا ریتنر (انگلیسی: Barbara Rittner؛ زادهٔ ۲۵ آوریل ۱۹۷۳) یک تنیس‌باز اهل آلمان است.